# Nikolaj Znaider

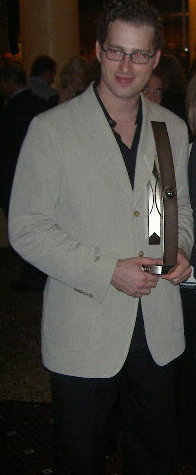
Nikolaj Znaider auf der Echo-Klassik-Party, München, Oktober 2004

Nikolaj Szeps-Znaider (* 5. Juli 1975 in Kopenhagen) ist ein dänischer Geigenvirtuose und Dirigent. Er verwendete früher den Künstlernamen Nikolaj Znaider.

## Leben
Seine Eltern stammen aus Polen. Für seine Entwicklung maßgebend war ein Studium bei Boris Kuschnir in Wien. 1992 gewann Szeps-Znaider den 4. internationalen Carl-Nielsen-Wettbewerb. Seine internationale Karriere als Geiger begann, als er 1997 den Concours Reine Elisabeth in Brüssel gewann.
Am 1. November 2012 kam im Goldenen Saal des Wiener Musikvereins Herbert Willis Konzert für Violine und Orchester „Sacrosanto“ zur Uraufführung durch Nikolaj Szeps-Znaider (Auftragswerk der Gesellschaft der Musikfreunde in Wien). Er tritt oft mit der Sächsischen Staatskapelle auf, so 2016 bei einem Festkonzert in der Dresdner Semperoper. Unter dem Dirigat von Christian Thielemann spielte Szeps-Znaider u. a. das 1. Violinkonzert g-Moll op. 26 von Max Bruch.
Ab September 2020 übernimmt er die Position als Music Director des Orchestre National de Lyon mit einem Vertrag über zunächst 4 Jahre. Er ist in dieser Position Nachfolger von Leonard Slatkin.

## Auszeichnungen
- 1995 – 3. Preis bei der International Jean Sibelius Violin Competition in Helsinki
- 1999 – Luitpoldpreis des Festivals Kissinger Sommer
- 2004 – Echo Klassik

## Diskografie
- 2009 Edward Elgar: Konzert für Violine und Orchester h-Moll op. 61, Sächsische Staatskapelle Dresden, Sir Colin Davis. Die von Znaider gespielte Violine ist die „Kreisler“-Guarneri (Baujahr 1741), die Fritz Kreisler in London spielte.